# 日本Linux協会
日本Linux協会（にほんリヌックスきょうかい、Japan Linux Association、JLA）は、2010年に設立された日本の一般社団法人。2010年6月30日に解散した同名の任意団体の残余財産と会員を引き継いで設立された。2015年12月に解散。

## 沿革
- 1999年3月18日 4月1日付けで「日本Linux協会」を設立することを発表[3]
- 1999年4月1日 日本Linux協会設立[4]
- 2010年6月30日 「任意団体 日本Linux協会」の解散[要出典]
- 2010年 「一般社団法人 日本Linux協会」設立[5]
- 2015年12月15日 「一般社団法人 日本Linux協会」解散[6]

法人格移行に伴い、2010年10月14日より、当団体が保持するウェブサイトのドメイン名(linux.or.jp)がLinux Foundation (LF)へと一部移管されている。今後はLFに統合される予定となっているが、2011年時点では統合が完了しておらず、サイトの以前のコンテンツにアクセスするためには、ウェブサイトarchive.linux.or.jpにURLを変更する必要がある。またこれと関連して、同ドメイン内のウェブサイトであったJM Project, Linux JF ProjectのウェブページはすべてSourceForge.JP上のウェブサイト（それぞれ、linuxjm.sourceforge.jp, linuxjf.sourceforge.jp）に移管している。
Webサイトのお知らせは、2015年8月16日の運営体制の見直しと再構築に関する記事以降，更新が止まっている。
2015年12月15日、休眠一般社団法人（当該法人に関する登記が最後にあった日から五年を経過した一般社団法人）のみなし解散規定である一般社団法人及び一般財団法人に関する法律第149条第1項の規定により解散された。